# Фабрика за мечти
Фабрика за мечти (на испански: Fábrica de sueños) е мексикански медиен франчайз и антология от драматични телевизионни сериали на компания Телевиса. Антологията се състои от адаптации на най-успешните класически теленовели на Телевиса, като всяка от тях съдържа около 25 епизода. Всеки сезон представя самостоятелен сериал, с различни актьорски и продуцентски екип, с различни сценарии и сюжети, които имат собствени начало, развитие и край. Слоганът на антологията е Пренаписваме историята (на испански: Reescribimos la historia)
Теленовелите, които ще бъдат адаптирани като част от Фабрика за мечти, са Корона от сълзи (1965), Богатите също плачат (1979), Колорина (1980), Проклятието (1983), Свърталище на вълци (1986), Дивата Роза (1987), Петнадесетгодишна (1987), Диво сърце (1993), Узурпаторката (1998), Право на любов (1998), Руби (2004) и Мащехата (2005).
Премиерата на Фабрика за мечти е на 2 септември 2019 г. по Las Estrellas с първия сезон със заглавие Узурпаторката.

## Продукции
| № | Теленовела           | Епизоди | Премиера         | Финал            | Сценарист(и)                      | Режисьори                             | Изпълнителен продуцент |
| - | -------------------- | ------- | ---------------- | ---------------- | --------------------------------- | ------------------------------------- | ---------------------- |
| 1 | Узурпаторката        | 25      | 2 септември 2019 | 4 октомври 2019  | Лариса Андраде Фернандо Абрего    | Франсиско Франко Нелиньо Акоста       | Кармен Армендарис      |
| 2 | Свърталище на вълци  | 25      | 7 октомври 2019  | 8 ноември 2019   | Лили Ан Мартин Клаудио Ласели     | Ерик Моралес Хуан Пабло Бланко        | Жисел Гонсалес         |
| 3 | Руби                 | 27      | 21 януари 2020   | 27 февруари 2020 | Леонардо Падрон                   | Карлос Кок Марин Пепе Кастро          | Карлос Бардасано       |
| 4 | Богатите също плачат | 60      | 21 февруари 2022 | 13 май 2022      | Естер Фелдман Роса Саласар Аренас | Луис Мансо Павел Васкес Карлос Сантос | Карлос Бардасано       |
| 5 | Мащехата             | 50      | 15 август 2022   | 21 октомври 2022 | Габриела Ортигоса                 | Серхио Катаньо Ектор Маркес           | Кармен Армендарис      |
| 6 | Проклятието          | 82      | 13 ноември 2023  | 3 март 2024      | Хосе Алберто Кастро Ванеса Варела | Салвадор Гарсини Фес Нориега          | Хосе Алберто Кастро    |

### Узурпаторката(2019)
Въз основа на мексиканската теленовела Узурпаторката от 1998 г., създадена по оригиналната история от Инес Родена, теленовелата разказва историята на близначките Паола Миранда и Паулина Дория, изиграни от Сандра Ечеверия, които съдбата среща отново, когато Паола решава да започне нов живот с любовника си Гонсало Сантамария (Хуан Мартин Хауреги), принуждавайки Паулина да заеме нейната самоличност. В желанието си да изчезне, Паола симулира собствената си смърт, като планира да елиминира Паулина, в момент, когато нейният съпруг Карлос Бернал (Андрес Паласиос), президент на републиката, преминава през сериозна държавна криза.
Записите на Узурпаторката започват на 25 април 2019 г. и приключват през август 2019 г.

### Свърталище на вълци(2019)
Базирана на мексиканската теленовела Свърталище на вълци от 1986 – 1987 г., създадена от Карлос Олмос, теленовелата започва със смъртта на Карлос Крил (Леонардо Даниел), причинена от неговата съпруга Каталина (Пас Вега), чиято красота е надминавана само от жестокостта. Каталина ще мине през всичко и всеки, за да осигури съдбата на родословието си.
Записите на Свърталище на вълци започват на 15 април 2019 г. и приключват през август 2019 г.

### Руби(2020)
Въз основа на мексиканската теленовела Руби от 2004 г., базирана на теленовелата със същото име от 1968 г., създадена по комикс историята от Йоланда Варгас Дулче, теленовелата се явява римейк и продължение на оригиналната история. Руби (Камила Соди) е красива и амбициозна жена, която постига своите цели.
Записите на Руби започват на 20 юли 2019 г. и приключват през октомври 2019 г.

### Богатите също плачат(2022)
Базирана на мексиканската теленовела Богатите също плачат от 1979 – 1980 г., създадена от Инес Родена, теленовелата, за разлика от предишните адаптации, включени в антологията, ще се състои от 60 епизода. Сценарият е написан от Естер Фелдман и Роса Саласар Аренас, а за продукцията отговоря Карлос Бардасано от W Studios. Главните роли са поверени на Клаудия Мартин и Себастиан Рули, а записите на теленовелата започват на 20 септември 2021 г.

### Мащехата(2022)
Въз основа на мексиканската теленовела Мащеха от 2005 г., базирана на едноименната теленовела от 1981 г., създадена от чилийския драматург Артуро Моя Грау, теленовелата се явява римейк на историята от 2005 г. Марсия (Арасели Арамбула) е майка, разделена от децата си заради престъпление, което не е извършила, и която след 20 години се връща, за да възстанови връзката със своите деца и да отмъсти на онези, които са я наранили.

### Проклятието(2023)
Базирана на мексиканската теленовела Проклятието от 1983 г., създадена от Фернанда Вийели. Беатрис (Марлене Фавела), останала вдовица, се омъжва повторно за Енрике де Мартино (Фернандо Колунга). Той е успешен и мистериозен бизнесмен, който боготвори демона Баел.